# Aninoasa (Gorj)
Aninoasa is een Roemeense gemeente in het district Gorj.
Aninoasa telt 4088 inwoners.